# تئودور بورونوفسکیس
تئودور بورونوفسکیس (انگلیسی: Theodore Boronovskis؛ زادهٔ ۲۷ ژوئیه ۱۹۴۳) جودوکار اهل استرالیا است.
وی در مسابقات کشوری و بین‌المللی در مجموع برندهٔ ۱ مدال برنز شده‌است.